# Moselle (rivière)
Pour les articles homonymes, voir Moselle.
Ne doit pas être confondu avec Moselle (ruisseau).
La Moselle  (Musel en luxembourgeois, Mosel en allemand) est une rivière du nord-est de la France, du Luxembourg et de l'ouest de l'Allemagne, affluent en rive gauche du Rhin. Elle donne son nom à deux départements français : la Moselle et la Meurthe-et-Moselle.

## Hydronymie
Anciennes mentions : Mosella (IVe siècle), Musella (IVe siècle), Musalla (VIe siècle), Mozella (910), Mosela (914), Muselle et Mouselle (XIIIe siècle), Mozelle et Muzelle (1425), Mauzelle (1523), Meuzelles (1552),.
Le nom antique de Mosela ou Mosella serait composé du préceltique Mosa et du diminutif latin -ella, signifiant ainsi la petite Meuse.
Du point où la population commence à parler un dialecte germanique, elle est appelée Musel ; c'est l'orthographe suivie par Fortunat et celle consignée sur les tables éditées par Peutinger.

## Géographie
Elle prend sa source dans le massif des Vosges au col de Bussang et se jette dans le Rhin à Coblence en Allemagne. Sa longueur totale est de 560 kilomètres : 314 kilomètres en France, 39 faisant frontière entre le Luxembourg et l'Allemagne, et 208 exclusivement en Allemagne. Par ailleurs, c'est sur cette rivière qu'est situé le tripoint Allemagne-France-Luxembourg.
Une fontaine située à 731 mètres d'altitude (près du col de Bussang dans le département des Vosges) est présentée comme sa source officielle, mais la rivière se forme de la réunion de plusieurs ruisseaux dont certains sourdent à plus de 1 000 mètres, sur les pentes du Grand Drumont.
Autrefois, la Moselle rejoignait la Meuse à hauteur de Pagny-sur-Meuse,,,. La « capture » de la Moselle a lieu au début de l'ère quaternaire. À hauteur de Toul, la Moselle oblique vers le nord-est pour franchir le pied de l'actuelle côte de Moselle. Son cours a ainsi rejoint un affluent de la Meurthe, alors très puissante rivière au débit fluvio-glaciaire, cet affluent n'étant alors qu'un modeste ruisseau se jetant dans celle-ci en aval de Frouard. La capture modifie le réseau hydrographique, et en particulier depuis la fin des temps glaciaires. La Moselle a aujourd'hui un débit plus important : elle est l'artère principale et la Meurthe n'est plus que son modeste tributaire oublié,. Ce parcours tortueux, entre Neuves-Maisons et Liverdun, est souvent connu sous le nom de boucles de la Moselle. L'hypothèse ancienne d'une érosion régressive, fondée sur le lit plus profond de la Meurthe, est abandonnée. Dans les années 2000, la prise en compte d'un soutirage karstique,, très favorisé en milieu périglaciaire, explique mieux le déversement vers le modeste affluent de la Meurthe. Le phénomène peut se repérer facilement dans le paysage. À Toul, la Moselle reçoit, en rive gauche, un petit affluent, l'Ingressin, qui coule au milieu d'une large vallée relique qu'il a été bien incapable d'entailler et dont la topographie montre le creusement par une rivière dont le cours était inverse à celui observé actuellement. D'autre part, d'anciens méandres rencontrés dans la vallée sèche, le val de l'Asne, séparant la source de l'Ingressin du cours de la Meuse au niveau du seuil de Foug, ne peuvent s'expliquer que par le passage d'une rivière aujourd'hui disparue. Enfin, au sud de Lay-Saint-Rémy, dans le Val de l'Asne, des alluvions anciennes contiennent des galets siliceux vosgiens qui n'ont pu être charriés que par l'ancienne Moselle. Cette vallée quasi sèche (Val de l'Asne de Pagny-sur-Meuse à Lay-Saint-Remy puis Ingressin de Neuf-Pont (commune de Foug) à Toul) a depuis lors été reprise, ou est suivie de très près, par le canal de la Marne au Rhin et, dans une moindre mesure, par la nationale 4.
Lorsque la Moselle quitte le territoire français à Apach, son bassin versant est alors d'environ 11 500 km2.

### Départements et principales communes traversés
- En France (région Grand Est) :
  - Vosges : Le Thillot, Rupt-sur-Moselle, Saint-Étienne-lès-Remiremont, Remiremont, Saint-Nabord, Éloyes, Épinal, Thaon-les-Vosges, Châtel-sur-Moselle, Charmes ;
  - Meurthe-et-Moselle : Bayon, Flavigny-sur-Moselle, Neuves-Maisons, Pont-Saint-Vincent, Toul, Liverdun, Pompey, Dieulouard, Pont-à-Mousson, Pagny-sur-Moselle ;
  - Moselle : Novéant-sur-Moselle, Corny-sur-Moselle, Ancy-Dornot, Ars-sur-Moselle, Montigny-lès-Metz, Metz, Maizières-lès-Metz, Hagondange, Bousse, Guénange, Uckange, Bertrange, Yutz, Thionville, Cattenom, Sierck-les-Bains ;
- Au Luxembourg :
  - Schengen, Remich, Grevenmacher, Wasserbillig ;
- En Allemagne :
  - Land de la Sarre : Perl ;
  - Land de la Rhénanie-Palatinat : Konz, Trèves, Schweich, Neumagen-Dhron, Piesport, Bernkastel-Kues, Traben-Trarbach, Zell, Cochem, Treis-Karden, Kobern-Gondorf, Coblence.

## Galerie

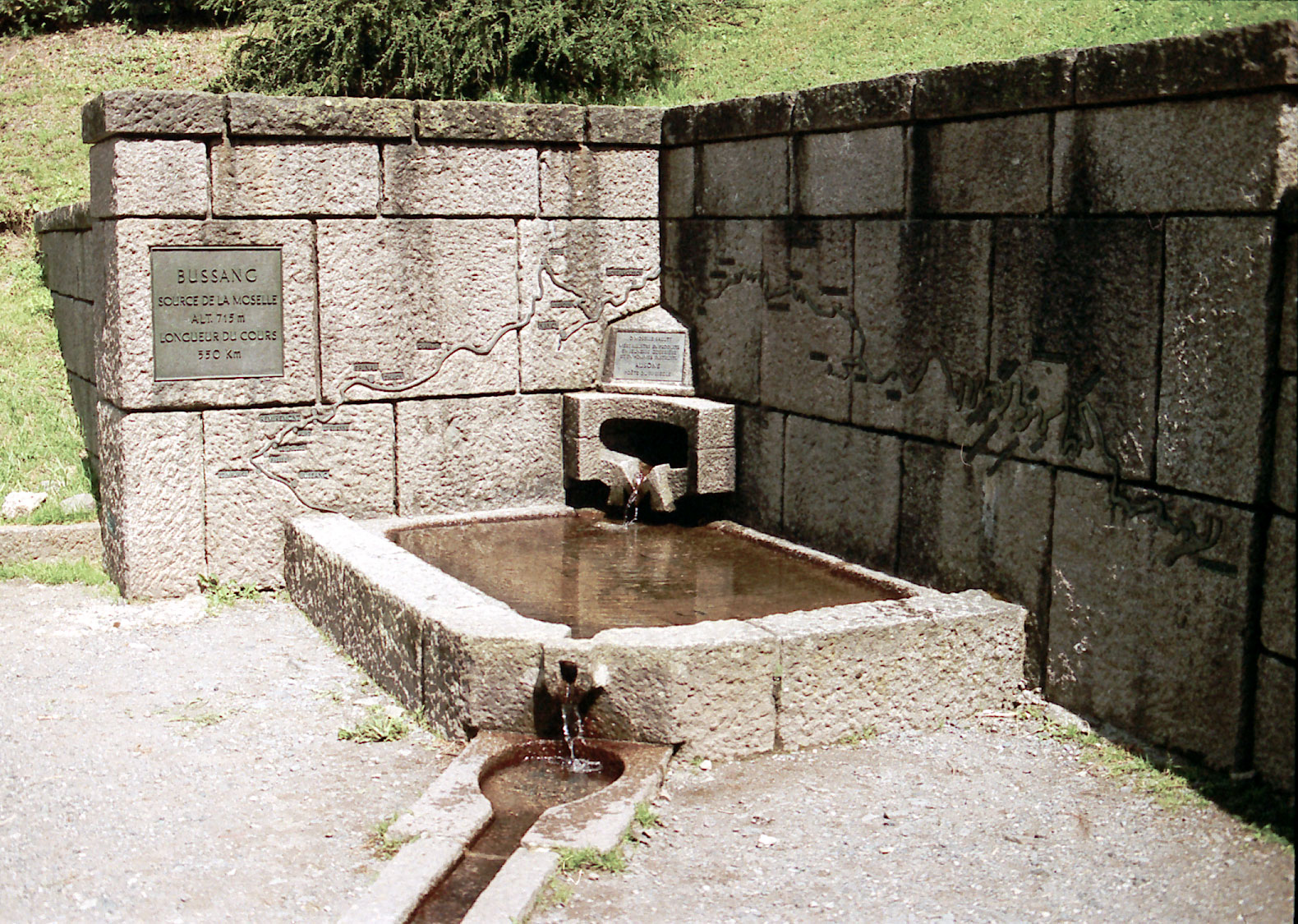
La source de la Moselle près du col de Bussang.
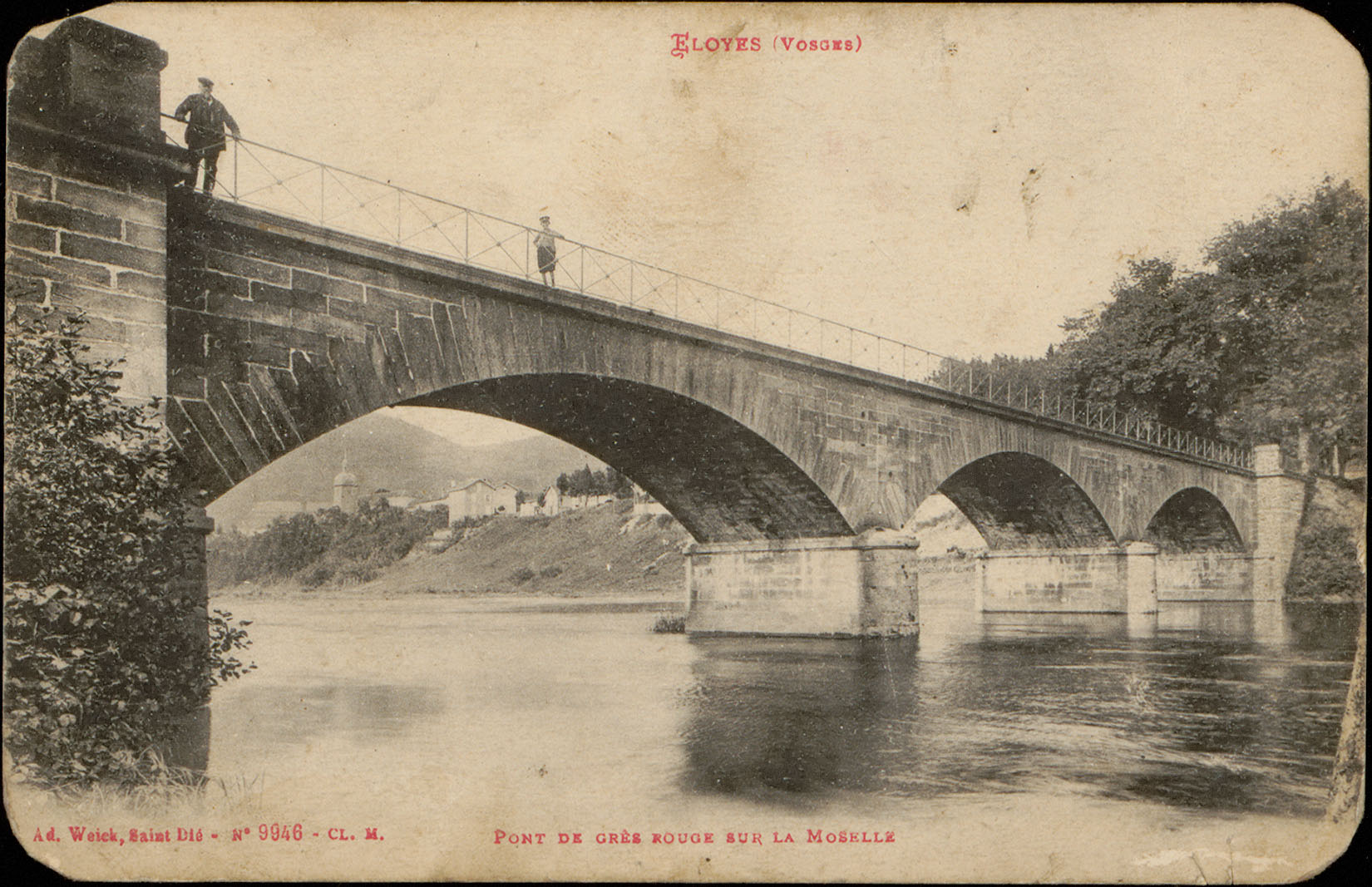
Pont sur la Moselle à Éloyes.
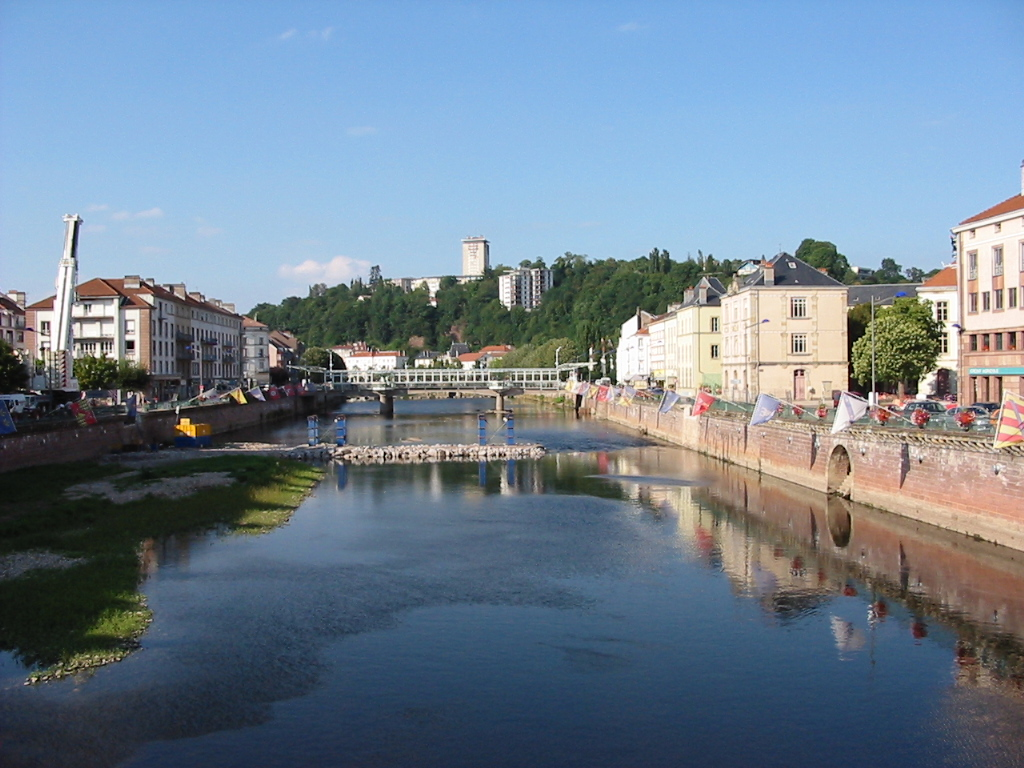
La Moselle à Épinal.
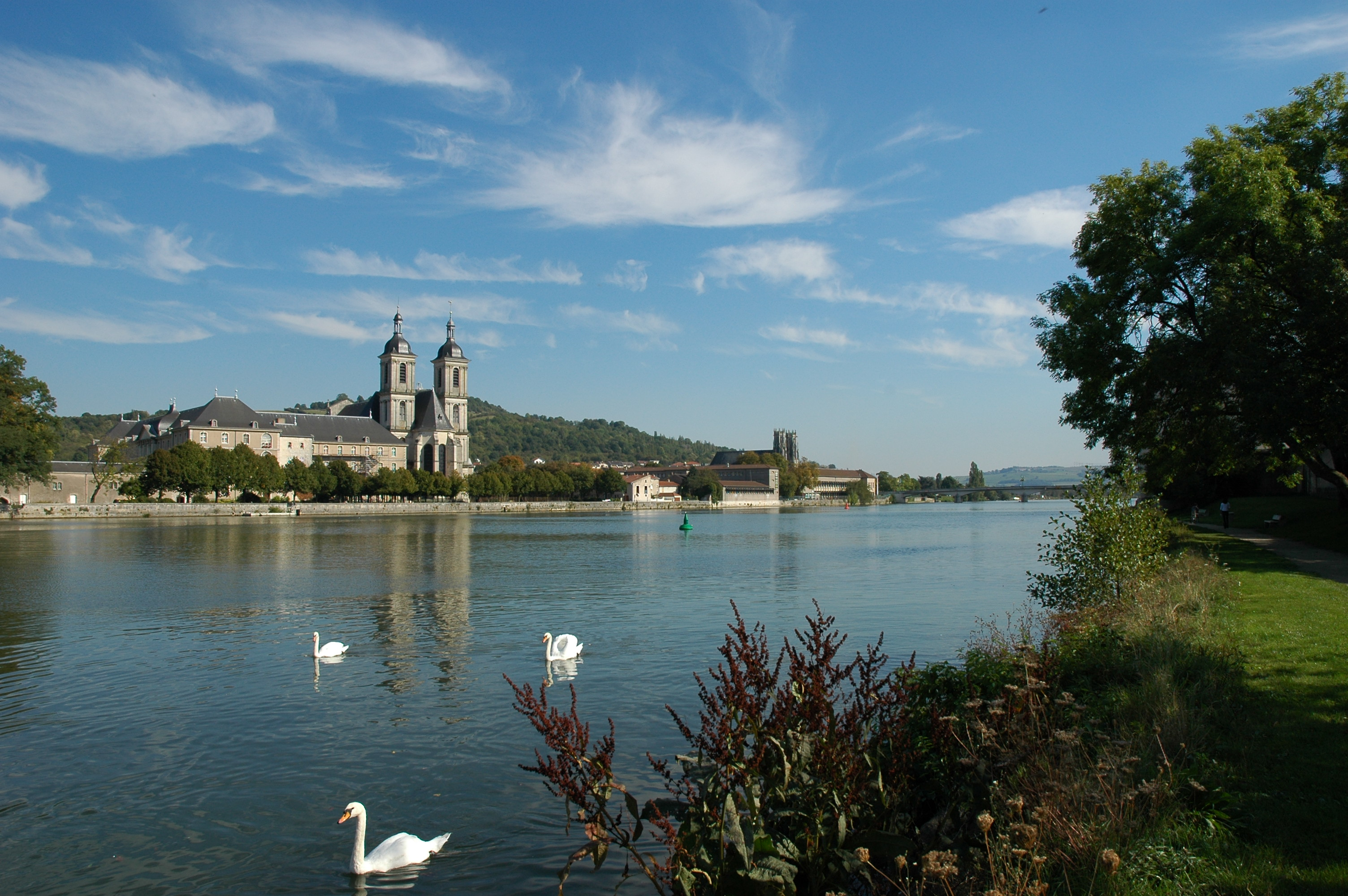
La Moselle à Pont-à-Mousson.
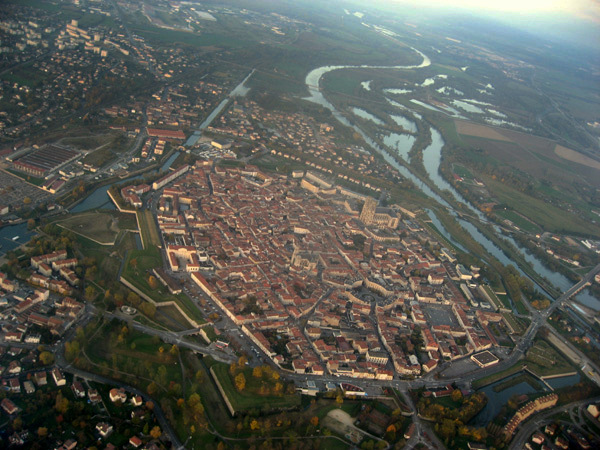
La Moselle à Toul.
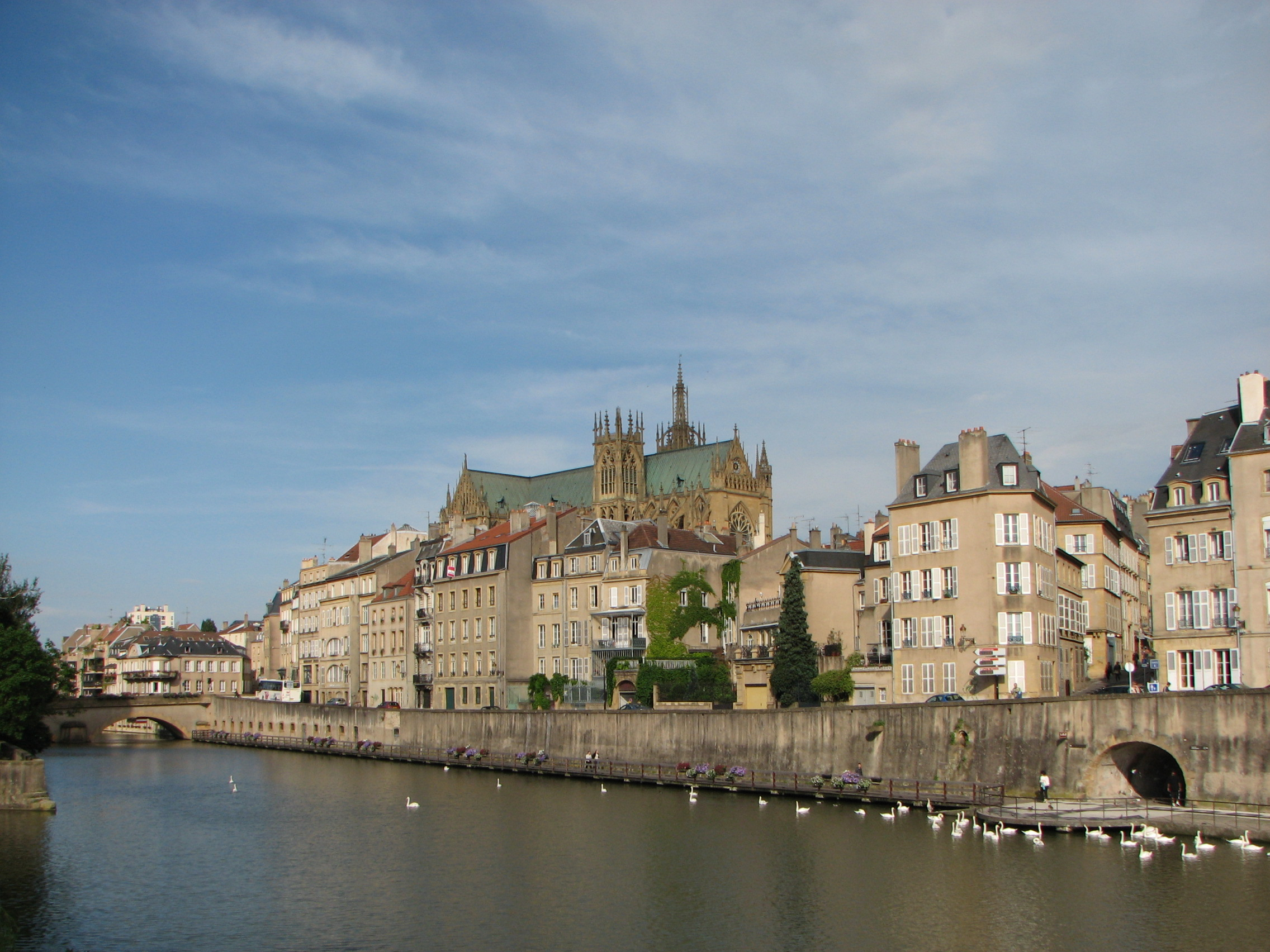
Bras mort de la Moselle à Metz.
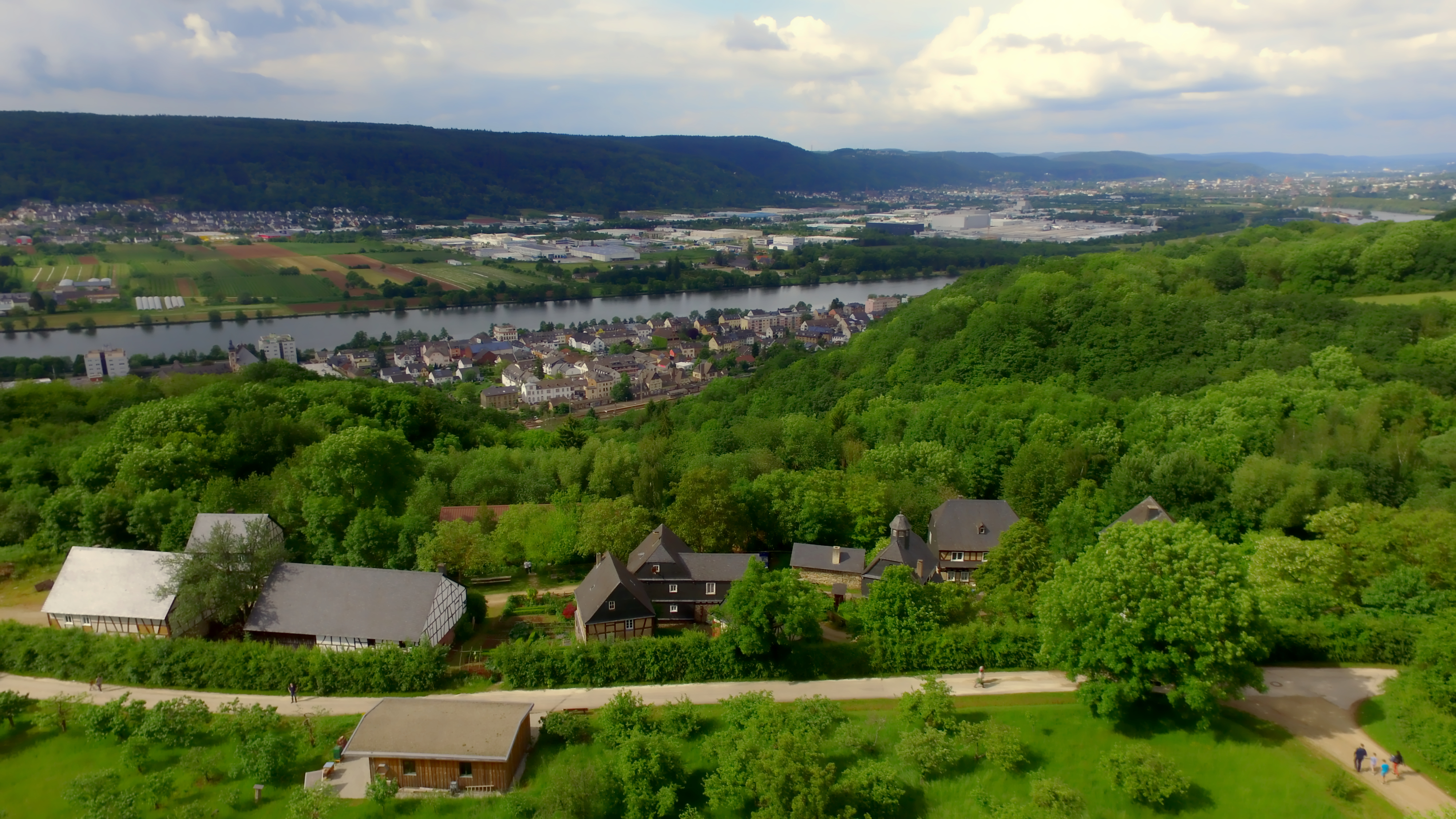
La Moselle à Konz vue de l'écomusée Roscheider-Hof.
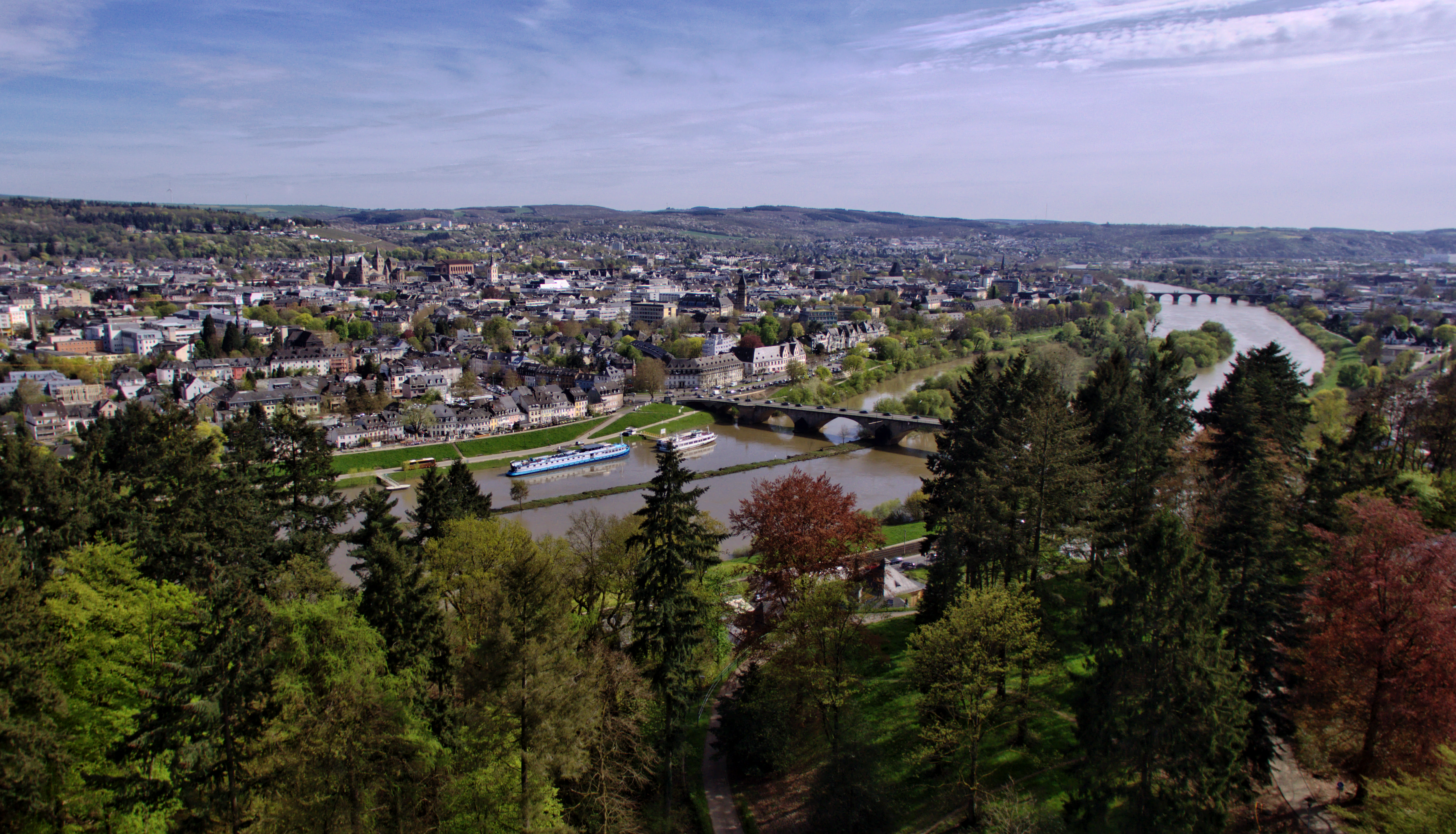
La Moselle à Trèves.
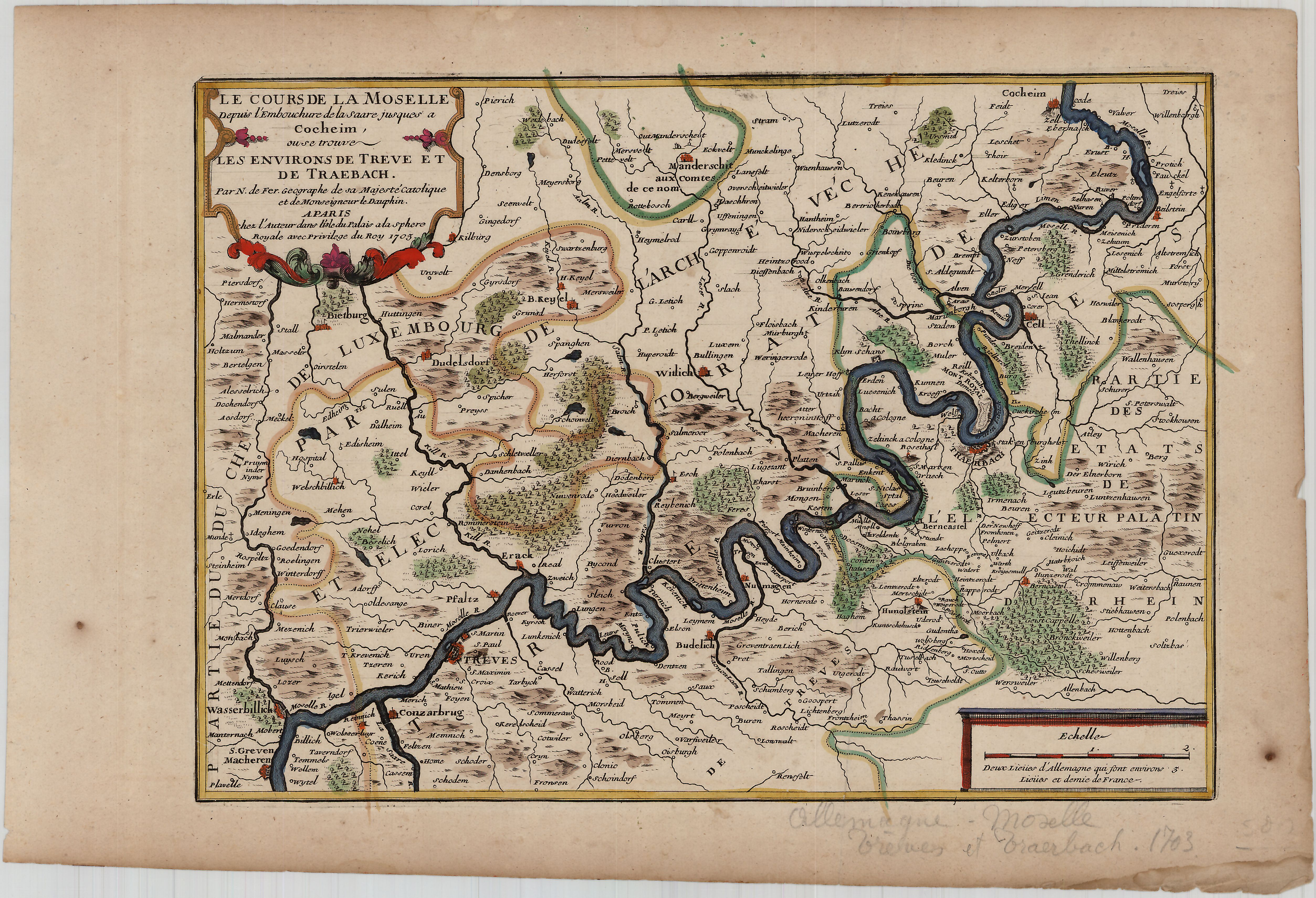
Cours de la Moselle depuis l'embouchure de la Sarre jusqu'à Cochem (1705).
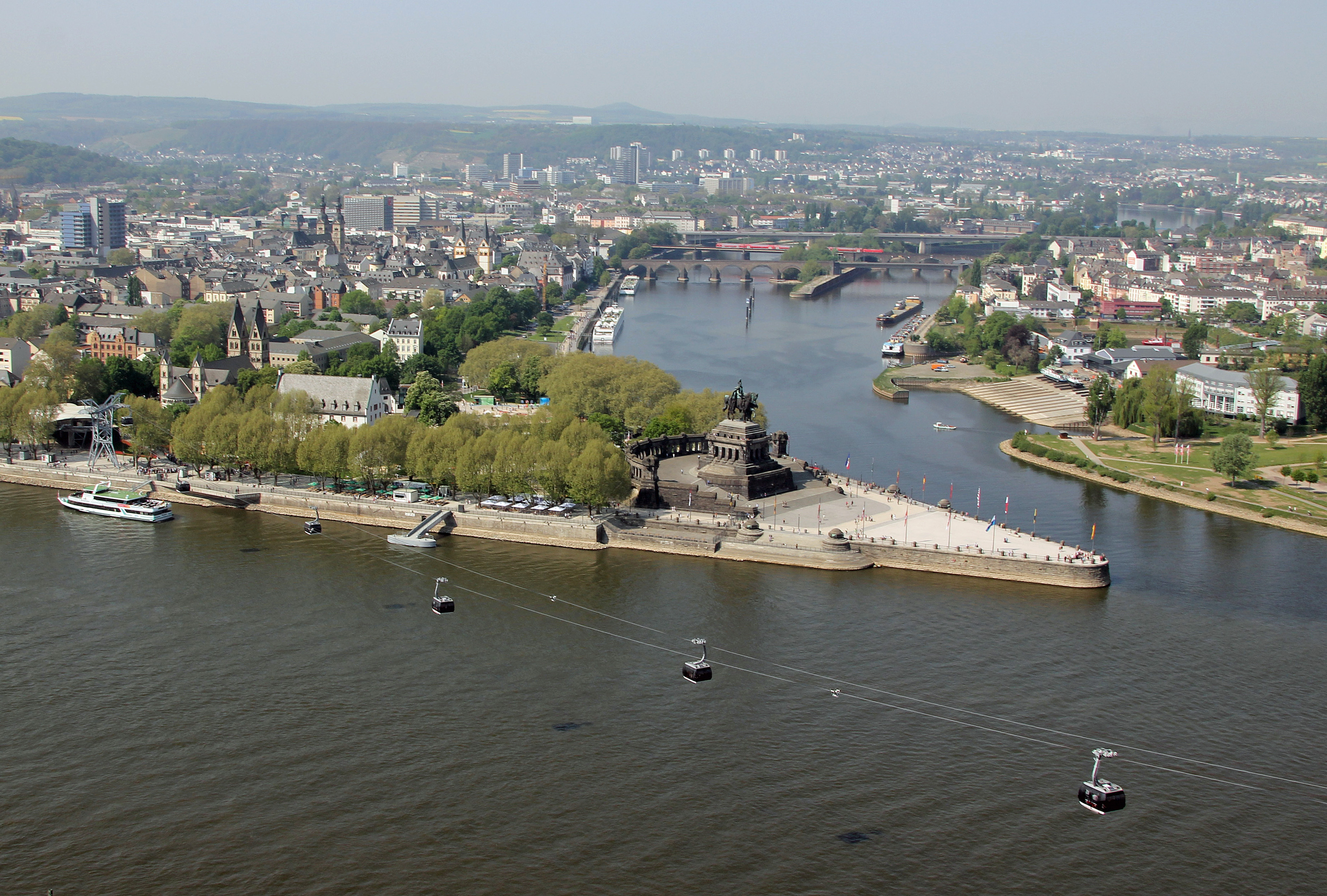
La confluence avec le Rhin à Coblence : le Deutsches Eck. De face : la Moselle. À l'avant-plan : le Rhin.

## Affluents

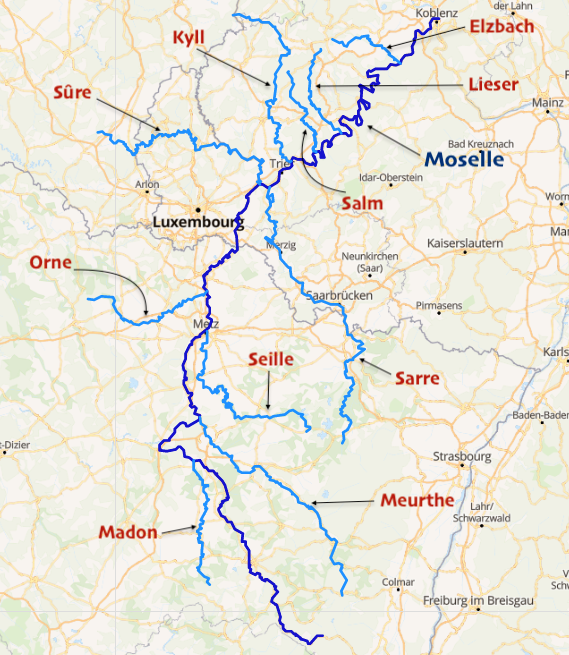
Cours de la Moselle et de ses principaux affluents.

À Bussang, où la Moselle prend sa source, puis dans la vallée en passant par Saint-Maurice-sur-Moselle, Fresse-sur-Moselle, Le Thillot, Ramonchamp, Ferdrupt, Rupt-sur-Moselle, Vecoux, Dommartin-lès-Remiremont et Saint-Étienne-lès-Remiremont plusieurs petits ruisseaux pérennes ou non alimentent le cours principal avant la confluence avec la Moselotte : « ruisseau du Petit gazon », le Sèchenat, ruisseau de la Hutte, ruisseau de Lamerey, la Noiregoutte, ruisseau des Charbonniers, ruisseau de la Feigne, le Longeligoutte, le Vacceux, ruisseau de l'État, ruisseau du Ménil, ruisseau de Ramonchamp, ruisseau de Morbieux, ruisseau de Xoarupt, ruisseau de Grandrupt, ruisseau de Ferdrupt, le Saut du Loup, ruisseau de Moinrupt, « ruisseau de la Fourchelle », ruisseau du Rivage, goutte de Ligebierupt, « ruisseau de Lépange », ruisseau de Reherrey.
Affluents principaux :
- en France : la Moselotte, la Vologne, la Niche, le Durbion, l'Avière, l'Euron, le Madon, l'Aroffe souterraine[16],[17],[18], les Bouvades, l'Ingressin, le Terrouin, la Meurthe, l'Esch, le Trey, le Rupt de Mad, la Seille, l'Orne, la Fensch, la Bibiche, la Canner, la Boler, l'Altbach, la Gander, la Kiesel, la Manse, la Sée ;
- au Luxembourg : la Sûre, la Syre, le Laafbaach, le Leiteschbaach, le Rouderbaach, le Gehaansbaach, le Kelsbaach, le Donverbaach, l'Aalbaach, le Kurlerbaach, le Duelemerbaach ;
- en Allemagne : la Sarre, la Sûre, la Ruwer, la Kyll, la Salm, la Lieser, l'Alf, l'Elzbach.

## Hydrologie
La haute Moselle et ses premiers affluents droits (Moselotte, Vologne et Meurthe) possèdent un régime pluvio-nival marqué, mais ses autres affluents, issus du plateau lorrain, sont soumis à un régime océanique. Les différences saisonnières se traduisent habituellement par un maximum en janvier (environ 1,8 fois le module) et un minimum en juillet (0,4 fois le module).
Les crues hivernales peuvent s'avérer dévastatrices si un important épisode neigeux est suivi d'un redoux avec fortes pluies sur un sol saturé. Ce fut le cas en décembre 1919 et en décembre 1947, où l'on déplora des morts. À l'inverse, de graves étiages estivaux sont également fréquents : en août 1964, le débit était tombé à 6,85 m3/s à la station d'Hauconcourt.

### La Moselle à Bertrange
La Moselle, grossie de nombreux affluents issus des hauteurs des Vosges, se présente comme un cours d'eau franchement abondant. Son débit a été observé sur une période de 28 ans (1981–2008) à Bertrange, localité du département de la Moselle située en amont de la ville de Thionville et peu avant les frontières allemande et luxembourgeoise. Le bassin versant de la rivière y est de 10 770 km2 (soit plus de 93 % de la totalité du bassin en France (sans la Sarre) qui fait 11 479 km2).
Le module de la rivière à Bertrange est de 148 m3/s, c'est-à-dire 94 % du débit total de la rivière en France (156 m3/s).
La Moselle y présente des fluctuations saisonnières de débit bien marquées sans être excessives, à l'inverse de bien des cours d'eau de l'Est de la France, avec des hautes eaux d'hiver portant le débit mensuel moyen à un niveau situé entre 237 et 271 m3/s, de décembre à mars inclus (avec deux maxima : le plus important en janvier et le second très léger en mars), et des basses eaux d'été, de juillet à septembre inclus, avec une baisse du débit moyen mensuel jusqu'à 46,2 m3/s au mois d'août.

### Étiage ou basses eaux
À l'étiage, le VCN3 peut chuter jusque 17,00 m3/s, en cas de période quinquennale sèche, ce qui n'est pas excessivement bas.

### Crues

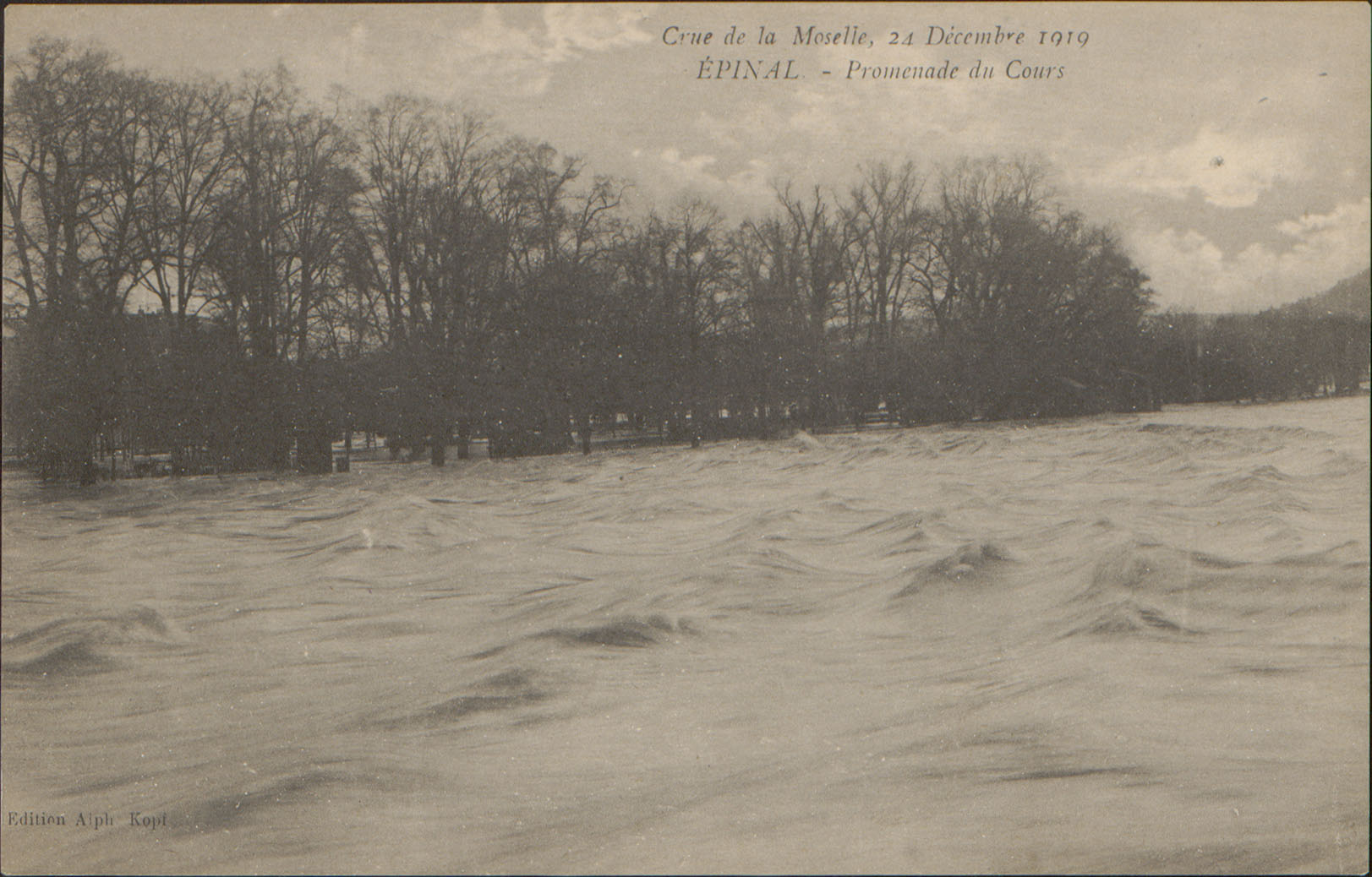
Crue de la Moselle, à Épinal, le 24 décembre 1919.

Les crues peuvent être très importantes, à l'instar de la plupart des cours d'eau coulant sur le plateau lorrain. Ainsi, les QIX 2 et QIX 5 valent respectivement 1 100 et 1 400 m3/s. Le QIX 10 est quant à lui de 1 700 m3/s, le QIX 20 de 1 900 m3/s et le QIX 50 de 2 200 m3/s.
Le débit instantané maximal enregistré à Bertrange a été de 2 360 m3/s le 11 avril 1983, tandis que la valeur journalière maximale était de 2 170 m3/s le même jour. Si l'on compare le premier de ces chiffres avec la table des QIX de la Moselle, on constate que ces crues d'avril 1983 étaient plus que cinquantennales, donc très exceptionnelles et destinées à se produire en moyenne tous les 80 à 90 ans.

### Lame d'eau et débit spécifique
Au total, la Moselle est une rivière abondante, alimentée par des précipitations notables, dans la région des hauteurs des Vosges au sud-est, mais aussi des côtes de Meuse à l'ouest. La lame d'eau écoulée dans son bassin versant est de 434 millimètres annuellement, ce qui est élevé et largement supérieur à la moyenne d'ensemble de la France (320 millimètres), et notamment supérieur d'environ 60 % à la lame d'eau de l'ensemble du bassin de la Seine (environ 240 millimètres). Le débit spécifique de la rivière (ou Qsp) atteint le chiffre robuste de 13,7 litres par seconde et par kilomètre carré de bassin.

## Histoire

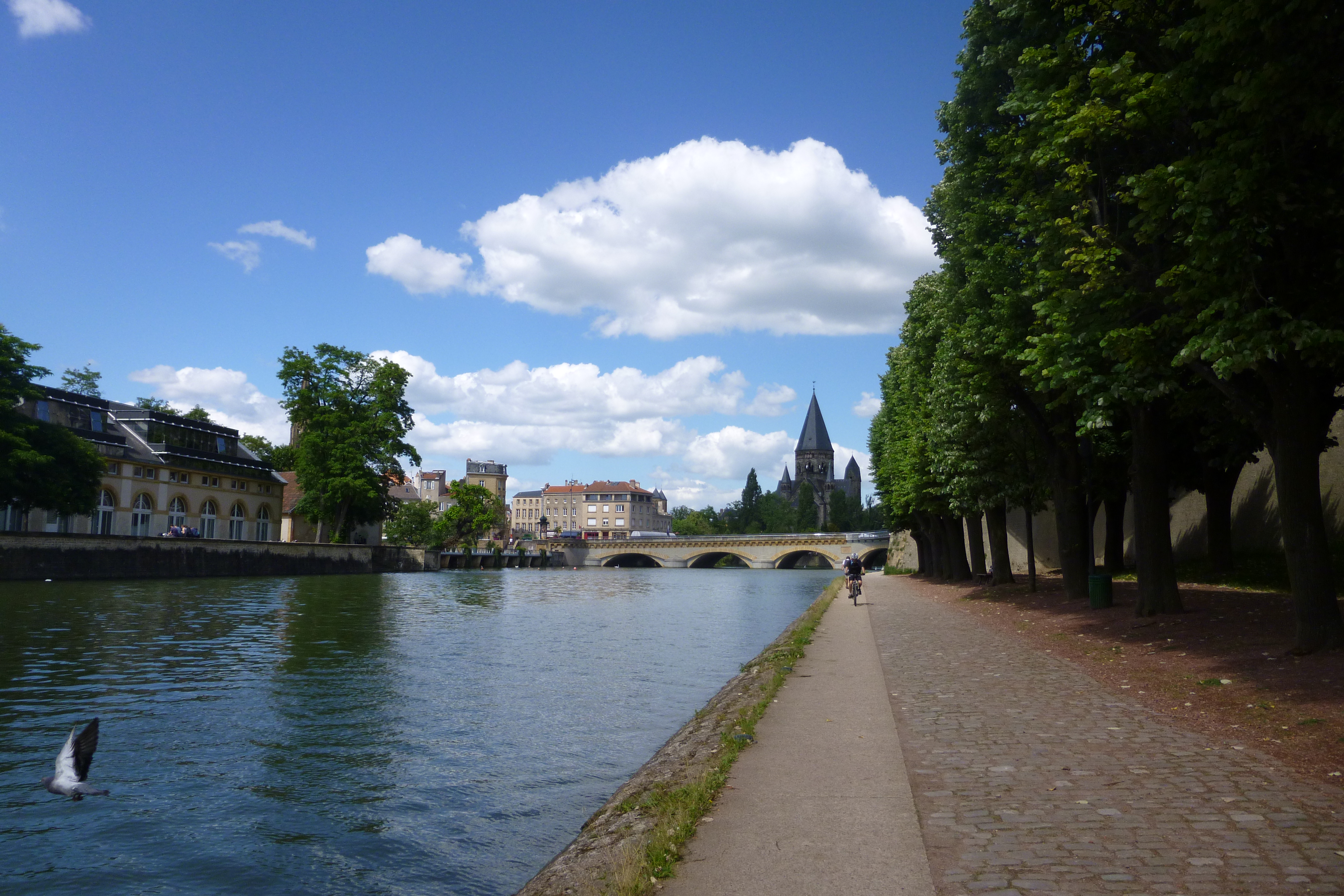
Bras de la Moselle entrant dans la vieille-ville de Metz.

La Moselle était connue des Romains sous l'appellation Flumen Musalla (sur la table de Peutinger), la rivière sera chantée par le poète Ausone vers 371. Depuis 1815, la Moselle sert de frontière entre le grand-duché de Luxembourg et la Prusse (Empire allemand en 1871).
Au XXe siècle, la situation géographique de cette rivière servit de référence pour donner un nom à une aire linguistique du moyen-allemand : le francique mosellan.
Dans la loi du 10 avril 1952 ratifiant le traité instituant la CECA, l'article 2 prescrivait au gouvernement français « d'engager, avant l'établissement du marché commun, des négociations avec les gouvernements intéressés, pour aboutir à une réalisation rapide de la canalisation de la Moselle entre Thionville et Coblence »,,. Les discussions s'ouvrirent en 1956 dans le cadre des négociations du traité sur la Sarre et aboutirent à la convention franco-germano-luxembourgeoise sur la canalisation de la Moselle incluse dans les Accords de Luxembourg du 27 octobre 1956.
Elle est canalisée entre Metz et Thionville, via un canal inauguré en 1964 par la grande-duchesse Charlotte de Luxembourg, le chancelier fédéral Allemand Konrad Adenauer et leur hôte, le général de Gaulle, président de la République française.
C'est sur la Moselle, au point de convergence des frontières franco-luxembourgo-allemandes, qu'a été signée en 1992 la convention de Schengen, mettant en place la libre circulation des biens et des personnes dans l'espace communautaire européen.

### Les ducs de Lorraine et la navigation
Dans un chapitre des comptes du cellerier de Nancy à propos des années 1488-1489, il est indiqué que les ducs de Lorraine faisaient le trajet Nancy - Pont-à-Mousson sur des bateaux où l'on avait établi des espèces d'appartements.

### Les bateaux à vapeur sur la Moselle
Entre 1835 et 1840, il se constitue à Metz une société commerciale, « la Cie des vapeurs inexplosibles de la Moselle ». Elle se propose d'ouvrir des lignes maritimes entre Nancy et Coblence. L'entreprise commande quatre bateaux à vapeur à faible tirant d'eau construits à Nantes qui devront emprunter un long et difficile périple pour venir à Metz via la Hollande. Le premier bateau entre en service le 25 août 1840. Il se nomme l'Austrasien. Il assure chaque jour l'aller-et-retour Metz-Pont-à-Mousson pouvant transporter passagers et marchandises. Deux autres bateaux, le Fabert et la Providence sont affectés à la ligne Metz-Trêves. Le quatrième baptisé le Stanislas entre à Nancy le 29 avril 1841.
Cette année 1841, les inexplosibles de la Moselle transportent 43 854 passagers. Mais l'année suivante étant très sèche, le régime des rivières impose une baisse du trafic. Les choses semblent s'améliorer en 1843 et 1844 mais en 1845, c'est l'hiver qui ne permet plus de navigation qu'entre Nancy et Pont-à-Mousson. Ces difficultés auxquelles s'ajoute la faible hauteur d'eau qui ne permet pas de chargement important des bateaux et la lenteur du transport, il faut douze heures pour le sens Metz-Nancy, auront raison de ce mode de transport. Les bateaux seront repris par une société prussienne qui les affectera aux seules lignes rhénanes.

## Environnement et pollutions
L'intérêt des gouvernements quant à l'importance économique et écologique de la Moselle s'était traduit par un décret no 62-1006 du 18 août 1962 portant publication du « Protocole entre la France, l’Allemagne et le Luxembourg concernant la constitution d’une commission internationale pour la protection de la Moselle contre la pollution ».
De nombreux polluants sont présents dans la Moselle, probablement depuis longtemps, notamment à cause des séquelles de guerre et sa situation partiellement en zone rouge. Les Commissions internationales pour la protection de la Moselle et de la Sarre sont notamment chargées du suivi des pollutions. Elles peuvent à ce titre « préparer et faire effectuer toutes les recherches nécessaires pour déterminer la nature, l’importance, l’origine des pollutions et exploiter les résultats de ces recherches ».
Plusieurs études ont montré une nette amélioration de 1990 à 1999 pour les matières oxydables, le cours moyen restant néanmoins assez pollué de ce point de vue (qualité 3 ; pollution notable en 1999). En amont de l'embouchure de la Sarre, à partir de Grevenmacher, le cours d'eau était jugé « faiblement pollué par les matières organiques et oxydables ». Quelques affluents étaient encore mal à très mal classés (pollution forte à excessive à leur embouchure) en 1999. Ce sont la Meurthe, l'Orne et la Fensch.

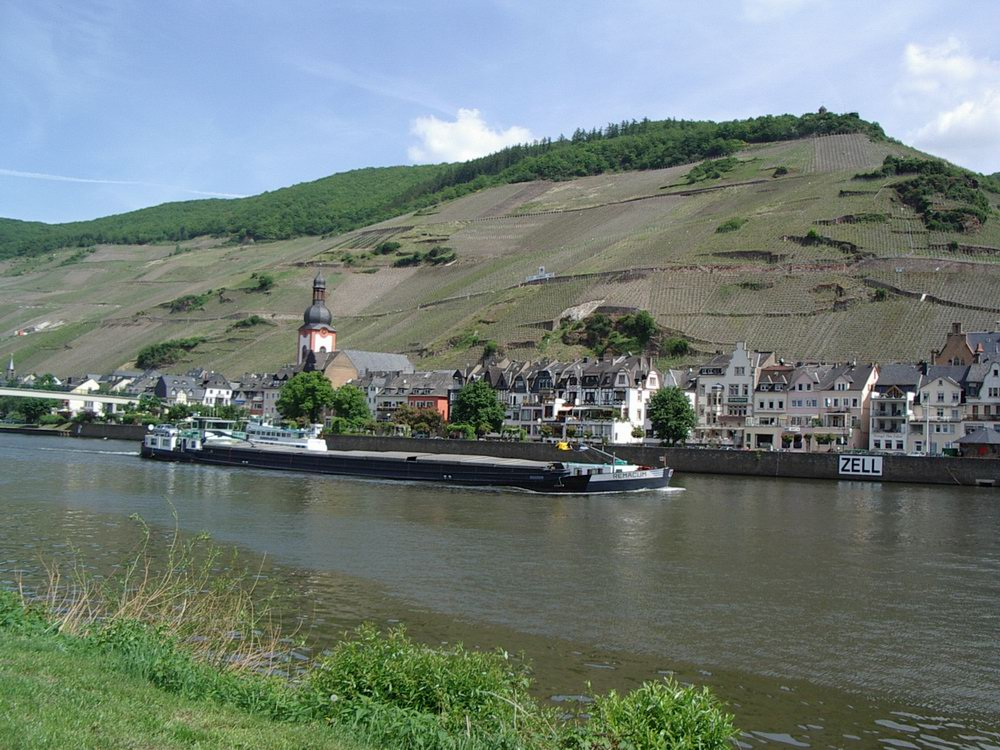
Chaland passant à Zell (Allemagne).

Phosphore : c'est un paramètre important pour l'eutrophisation ; en 1999, une amélioration a été constatée mais tous les points de mesure sont encore classés en « qualité 3 », voire pire.
Les nitrates et composés azotés (dont l'ion ammonium en très légère baisse) sont un autre facteur d'eutrophisation ; sauf à Millery, de 1989 à 1999, aucune amélioration n'a été constatée (tous les points de mesure étaient dans la partie supérieure de la classe 3 pour ces paramètres), alors que pour la Sarre il y a eu une nette amélioration (on est passé de la classe 4 à la classe 2 en dix ans) ; dès Liverdun, la Moselle mais aussi la Sarre restent dans la classe 3 et enregistrent une détérioration (de l'amont vers l'aval).
Chlorures : en 1999, les chlorures continuaient à polluer l'eau en aval de la Meurthe, avec un pic de concentration à Sierck.
Pesticides : l'atrazine a été retenu comme indicateur de pollution par pesticides des bassins de la Moselle et de la Sarre. Une amélioration a été constatée sur la plupart des points de mesures de 1989 à 1999, mais les teneurs restent généralement deux fois supérieures à l'objectif de référence.
Métaux lourds : ils continuent à poser des problèmes, notamment avec le zinc, qui dépassait encore en 1999 de 7 à 9 fois l'objectif de référence en amont de Sierck, avec même une tendance à l'augmentation. En aval, les teneurs diminuent mais restent (en 1999) 3,5 fois supérieures à l'objectif de référence.
Pour les organochlorés, ainsi que HAP toxiques (dont benzo(a)pyrène, et PCB 153, suivis comme indicateurs pour les micropolluants organiques adsorbés sur les matières en suspension), tout le bassin présente encore une pollution marquée, notamment dans la Sûre (jusqu'à 40 fois le seuil de référence), mais aussi à Sierck et à Coblence. En 1999, les données disponibles ne montraient pas de tendance à l'amélioration ni à une plus forte dégradation. Pour le PCB 153, une diminution notable a été enregistrée sur tous les points de mesure de 1989 à 1999, avec une situation plus préoccupante à Sierck malgré une amélioration de 1997 à 1999. La commission internationale estime que les PCB auraient pour origine des accidents anciens dans les mines et sur les transformateurs, ou des apports via le ruissellement. Ils ont régulièrement diminué dans l'eau, mais ils semblent s'être accumulés dans certains sédiments et, comme dans d'autres fleuves, ils continuent à contaminer des poissons (dont les anguilles), avec parfois de forts dépassements des concentrations de référence,.
Début 2004, des analyses de dioxines, furanes et PCB (y compris des PCB de l’OMS) ont été faites dans les matières en suspension et dans des échantillons de poissons du bassin de la Moselle et de la Sarre, et ont montré des améliorations, mais aussi un (faible) dépassement général des valeurs-limites actuelles pour les PCB. Cette étude confirme des contaminations très hétérogènes et qui chez les poissons ne sont pas corrélables à la teneur mesurée sur les matières en suspension. Les anguilles et les poissons blancs diffèrent aussi en termes de patron de contamination. Par endroits, les teneurs sont très élevées et le rapport parle pour les anguilles de « dépassements considérables » de furanes et dioxines ; les anguilles les plus contaminées ont été trouvées à Bouxières et à Berg-sur-Moselle, alors que pour les poissons blancs, les plus contaminés l'étaient à Schoden, à l’embouchure de la Kyll et à Berg-sur-Moselle (avec des taux approchant ceux des anguilles). Les teneurs en dioxines des anguilles ne dépassent généralement pas les seuils, mais elles sont nettement plus élevées que celles des poissons blancs et proches des valeurs limites européennes. Selon l'espèce, les poissons blancs sont plus ou moins contaminés (p. ex., à Autreville les teneurs mesurées au même moment chez des gardons et des chevesnes étaient très différentes), probablement en raison de leur mode de vie et d'alimentation.
PCB (liste de l’OMS) : en 2004, les taux de dioxines, furanes et PCB étaient pour l'anguille très largement supérieurs à la norme en cours d'adoption par la Commission européenne de 8 pg ITEQ/g (International Toxic Equivalent Quantity par gramme de poids frais), essentiellement en raison des PCB (les taux de dioxines et furanes restaient inférieurs aux seuils réglementaires). Toutes les anguilles semblaient relativement et uniformément fortement contaminées (avec un maximum de 62 pg TEQ/g dans la Moselle à l’embouchure de la Kyll). Les poissons blancs présentaient au contraire une répartition de la contamination très variable, avec des taux de PCB particulièrement élevés à Schoden/Sarre, Dillingen/Prims et à l’embouchure de la Kyll (jusqu'à 19,5 pg TEQ/g, valeur qui reste 3 fois inférieure au maximum enregistré chez les anguilles).
En France, un arrêté préfectoral recommande aux femmes enceintes et allaitantes et aux jeunes enfants de ne plus consommer les anguilles pêchées dans la Moselle et ses affluents. Au Luxembourg et en Allemagne, la consommation d'anguilles est également déconseillée, et pour le poisson blanc, le Luxembourg recommande de ne pas dépasser deux portions par mois (idem pour la Rhénanie-Palatinat allemande qui recommande d'éviter l'anguille et ne pas manger plus de 2 portions de 230 g par semaine),.

### Protections environnementales

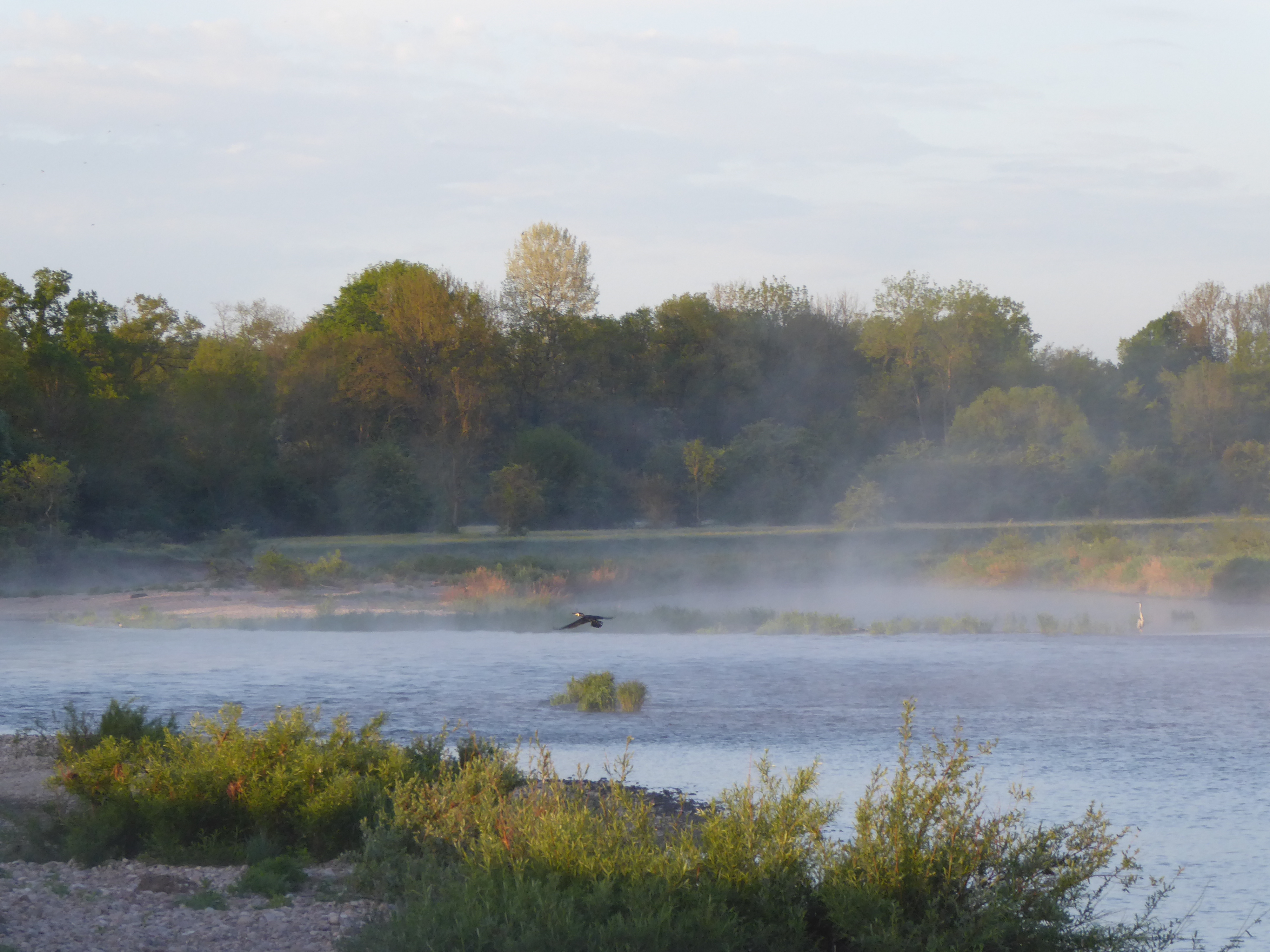
Réserve naturelle de la Moselle sauvage près de Bainville-aux-Miroirs.

En amont de sa confluence avec la Meurthe, la Moselle bénéficie de nombreux sites protégés et réserves Natura 2000 :
- Une section de la vallée de la Moselle dite « sauvage » est depuis 2006 une réserve naturelle régionale (RNR) sur environ 15 km. Nommée réserve naturelle régionale de la Moselle sauvage, cette RNR s'étend sur les communes de Bayon, Virecourt, Bainville-aux-Miroirs et Gripport, en Meurthe-et-Moselle, et Chamagne et Socourt, dans les Vosges. Le gestionnaire de la RNR est le Conservatoire d’espaces naturels de Lorraine, association régionale de protection de la nature. Cette portion de la Moselle est l'un des derniers tronçons à lit mobile du Nord-Est de la France. La diversité des espèces et des milieux y est remarquable.
- La plupart de la Moselle sauvage, de Flavigny-sur-Moselle à Chatel-sur-Moselle est également classée en zones natura 2000, ZNIEFF (zones naturelles d'intérêt écologique floristique et faunistique) et ZICO (zone Importante pour la conservation des oiseaux).
- Site inscrit (1967) : le site des boucles de la Moselle, à Liverdun, village médiéval, est un site naturel inscrit.

La qualité de l'eau de la Moselle étant bonne, la rivière pourrait être ouverte à la baignade dans chaque commune qui la borde.

## Économie

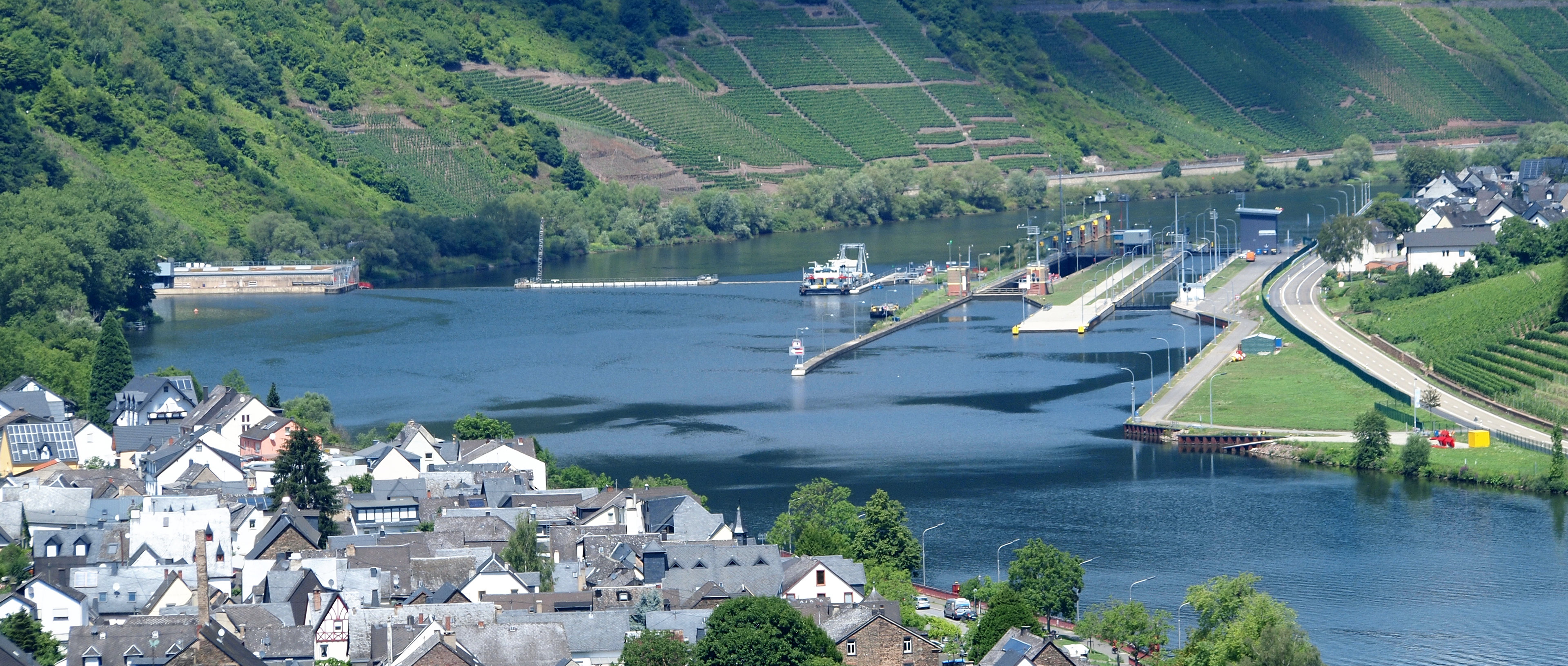
Barrage Fankel.

### Eau potable
Le Grand Nancy utilise les eaux de la Moselle pour alimenter en eau potable la métropole. Un aqueduc souterrain de 11 km apporte à l'usine de traitement Édouard-Imbeaux de Vandœuvre-lès-Nancy une eau ponctionnée en rive droite de la Moselle au niveau de Messein.

### Navigation
La Moselle a été canalisée à grand gabarit en 1964 et est accessible aux chalands de 3 000 t  jusqu'à Neuves-Maisons (banlieue nancéienne). Auparavant, la navigation se faisait sur la rivière et sur des dérivations (canal latéral à la Moselle). Ceci a surtout permis à la France et dans une moindre mesure au Luxembourg (via le port de Mertert) d'avoir un accès direct à la mer du Nord, via le Rhin, pour son bassin industriel lorrain.
Pour le fret sur la Moselle, la Lorraine possède quatre grands ports fluviaux : Nancyport, Metz-Mazerolle, Nouveau port de Metz, Thionville-Illange et des installations de moindre importance à Toul, Maxéville, Belleville, Cattenom, Kœnigsmacker, Mondelange, Neuves-Maisons...

### Vignoble
La vallée de la Moselle au Luxembourg et en Allemagne est également célèbre pour ses vins qui font partie du terroir Moselle-Sarre-Ruwer. Ce vignoble produit surtout des vins blancs secs dont le principal cépage est le riesling.
La culture de la vigne, qui avait fortement régressé dans le département français, est progressivement réintroduite sur les coteaux français, notamment à Marieulles-Vezon et à Vaux. Le gris de Toul n'a jamais cessé d'être produit et possède une appellation d'origine contrôlée.

### Tourisme
Un des tronçons les plus pittoresques de la Moselle se trouve en Allemagne où la rivière s'écoule doucement entre les massifs de l'Eifel et du Hunsrück dans une belle vallée plantée de superbes vignobles pentus. Depuis Perl (près de la frontière luxembourgeoise) jusqu'à Coblence, une piste cyclable de 248 km de long parcourt cette vallée également parsemée de châteaux et de ruines situés sur les hauteurs. Des promenades en bateau existent également.

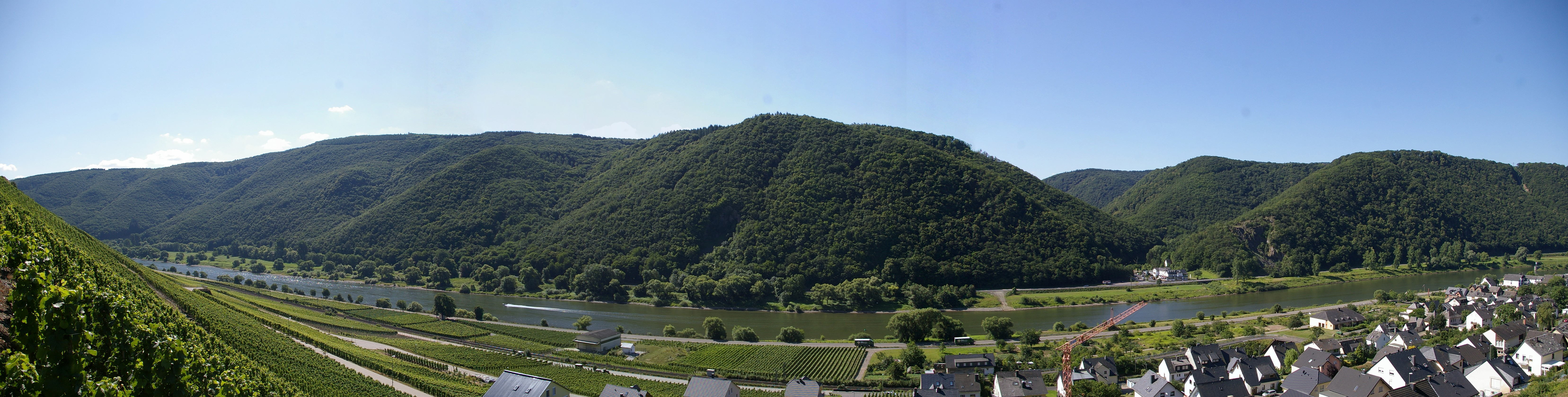
La vallée de la Moselle entre Trèves et Coblence.

### Énergie

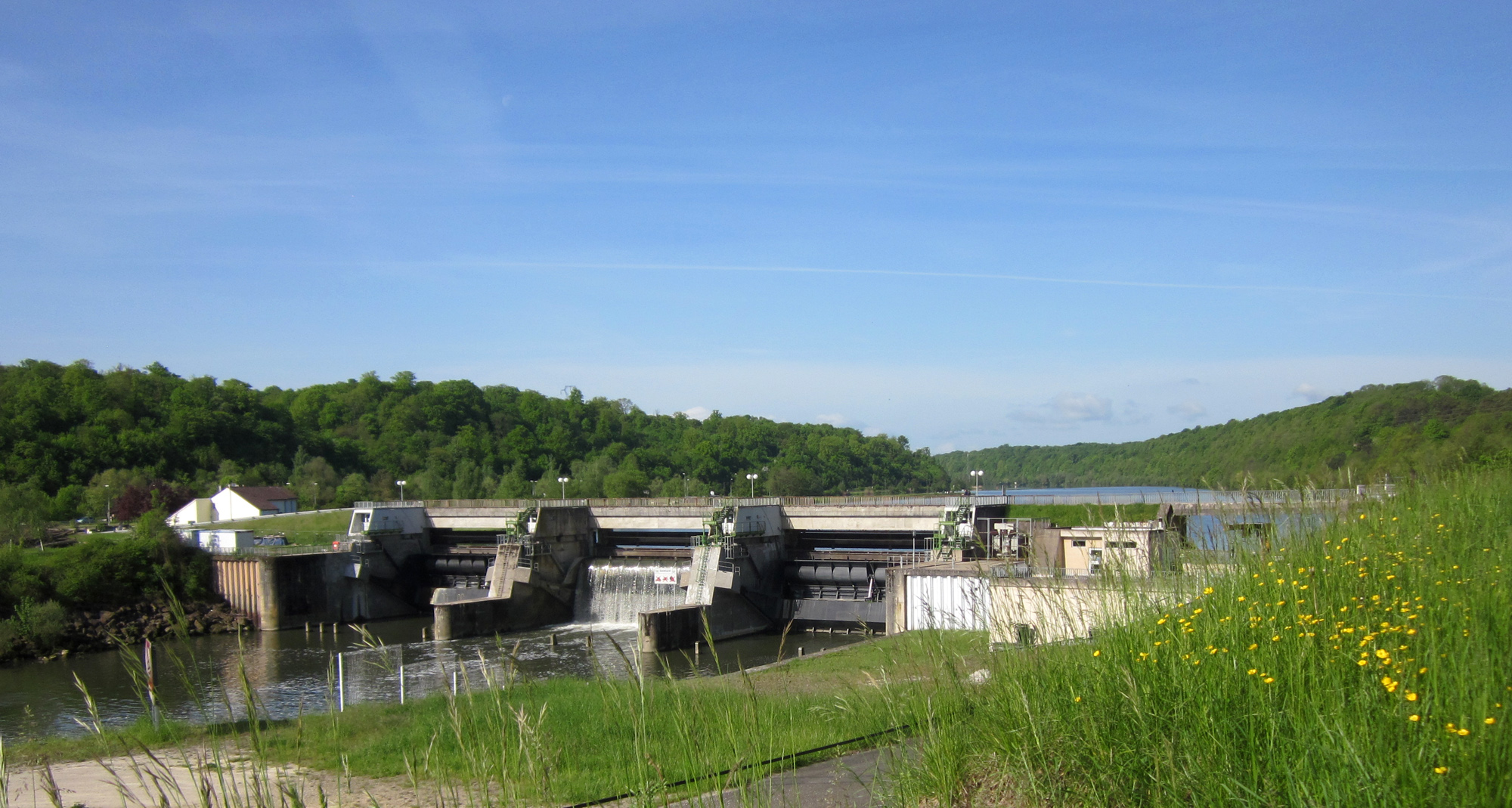
Barrage au fil de l'eau entre Aingeray et Liverdun.

L'eau de la Moselle est turbinée par plusieurs barrages au fil de l'eau (Kœnigsmacker, Autreville-sur-Moselle, Pompey, etc.). Elle est aussi utilisée pour le refroidissement de centrales électriques, dont la centrale nucléaire de Cattenom, qui a été positionnée en hauteur, à 3 km des berges, pour éviter de se trouver dans la zone inondable.

## Société internationale de la Moselle
La Société Internationale de la Moselle (SIM) est créée le 29 janvier 1957 sous forme d'une société à responsabilité allemande afin de gérer le financement des travaux de canalisation de la Moselle. Les gérants sont les trois États riverains mosellans (Allemagne, France et Luxembourg). Elle a son siège à Trèves.